# Astragalus rhacodes
Astragalus rhacodes är en ärtväxtart som beskrevs av Aleksandr Andrejevitj Bunge. Astragalus rhacodes ingår i släktet vedlar, och familjen ärtväxter. Inga underarter finns listade i Catalogue of Life.